# Olivier van den Tempel

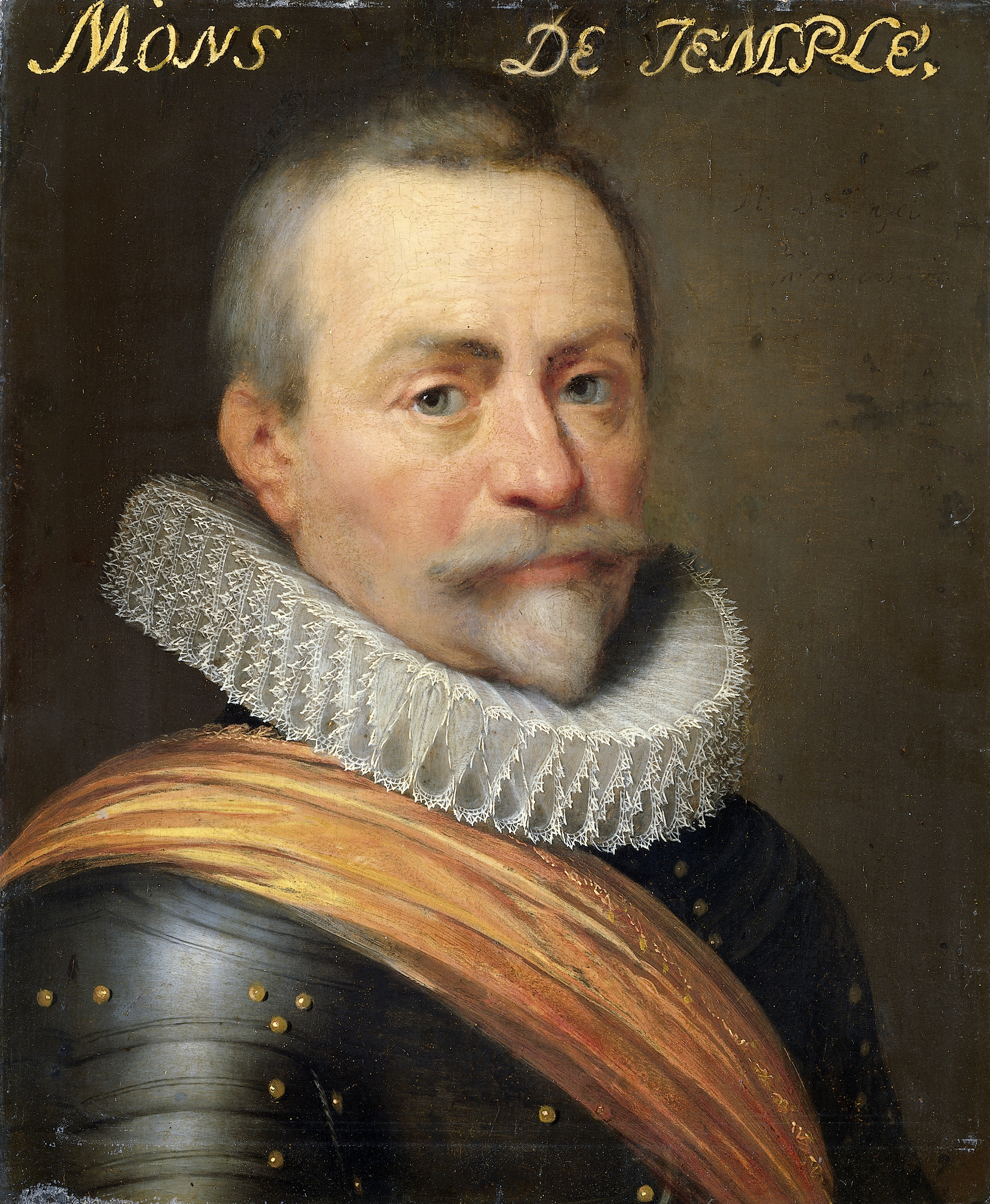
Olivier van den Tempel

Olivier van den Tempel, auch Olivier van den Tympel und Olivier de Temple (* 1540 in Brüssel; † 3. Oktober 1603 in Vlijmen bei ’s-Hertogenbosch) war ein Brabanter Feldherr im Rang eines Obersts während des Befreiungskampfes der Niederlande gegen Spanien im Achtzigjährigen Krieg (1568–1648).

## Herkunft
Er entstammte einem alten und vornehmen Brabanter Geschlecht und nannte sich Herr von Corbeeck (1567–1598). Sein Vater war Jan van den Tempel (van den Tympel, † 1579) und ebenfalls Herr von Corbeeck (seit 1562, heute Korbeek Dijle südwestlich von Löwen). Beide dienten der protestantischen Seite. Olivier van den Tempel hatte zwei jüngere Brüder, Denis und Karel (Charles), letzter Vater des Theologen Marcus van den Tempel (1575–1636). Olivier van den Tempel, selbst Protestant, war mit der Katholikin Anne von Anxy verheiratet.

## Karriere
Er war Oberst und Regimentskommandeur unter Wilhelm I. von Oranien und während der ersten Hälfte des Achtzigjährigen Krieges seit 1579 Militärgouverneur in Brüssel, das er 1585 an Alessandro Farnese nach langer Belagerung durch die Spanier übergeben musste. Er kämpfte vorwiegend in diesem Krieg auf belgisch-niederländischem Boden, eroberte am 9. April 1580 Mechelen bei Antwerpen, 1581 Eindhoven und 1582 Aalst.
Im Jahre 1587 zog van den Tempel während des Kölner Krieges (1583–1588) an den Rhein, um durch einen militärischen Erfolg den in die Niederlande geflüchteten Erzbischof Gebhard I. von Waldburg gegen seinen Nachfolger Ernst von Bayern zu unterstützen. In den wirren Jahren danach versuchte er Andernach, den südlichsten Punkt des Erzbistums Köln einzunehmen. Sein längerer Verbleib hatte auch mit der Rekrutierung protestantischer Truppen für Frankreich im Auftrag von Henri de La Tour d’Auvergne, Herzog von Bouillon. Aus dem Jülicher Land kommend, beabsichtigte er, in einer wahren Nacht-und-Nebel-Aktion Andernach einzunehmen. Mit Aufsetzpetarden versuchten seine Pioniere, das Andernacher Rheintor, damals die Korenportz im Norden der Stadt zu sprengen. Trotz Nebel und Überraschung gelang es nur, das kleinere Nebentor zu sprengen, die Wachen konnten den Angriff van den Tempels zurückschlagen. Er zog mit seinem Heer ab, hielt sich eine Zeitlang nahe Kettig auf und verließ die Gegend nach Überquerung des Rheins bei Engers in Richtung Limburg, wo er Mitte August eintraf. In dieser Zeit wurde er von dem Limburger Chronisten Johannes Mechtel, der ihn aufgrund seiner guten Beschreibung persönlich gekannt haben muss, in seiner "Limburger Chronik" als 55-jährig beschrieben, was einem Geburtsjahr von 1536 entspräche. Nach einer Heerschau durch Christian I. von Anhalt, dem Führer der deutschen protestantischen Truppen zur Entsetzung des französischen Königs, die auf einem zeitgenössischen Stich auch das van den Tempelsche Heer namentlich zeigt, zog Olivier van den Tympel von Limburg aus über Kaiserslautern nach Frankreich, über Metz, Conflans, Verdun, Châlons/Marne nach Vandy nördlich Vouziers. Dort traf er König Heinrich IV., der eine Parade der protestantischen Truppen abhielt. Von dort zog er bis an die Seine nach Rouen, das der König belagern ließ. Von nun an stand van den Tempel in des Königs Diensten wohl bis um das Jahr 1595, also auch noch nach des Königs Konversion zum Katholizismus. Seine Truppen wurden in dieser Zeit geteilt und an verschiedenen Orten eingesetzt. Am 28. Juli 1597 wurde Olivier van den Tempel als Hauptkriegsjustizrat im Felde ernannt. Seit 1602 war er an der Belagerung von ’s Hertogenbosch beteiligt. In Vlijmen westlich vor den Toren der Stadt nahm er den Spanier Marqués de Malaspina im Oktober 1603 gefangen, den er zu einem gemeinsamen Treffen mit Prinz Moritz in Vught brachte. Auf dem Rückritt traf beide eine verirrte Kanonenkugel aus der Stadt ’s-Hertogenbosch. Beider Pferde starben, de Malaspina verlor seine Unterschenkel, van den Tempel starb noch am selben Tag an seinen schweren Verletzungen.
Im Rijksmuseum von Amsterdam hängt ein Porträtgemälde des flämischen Malers Jan Anthonisz van Ravesteyn, das Olivier van den Tempel als "MONS(IEUR) DE TEMPLE." darstellt, zeitgenössisch in schwarzem Brustpanzer, Halskrause und Schärpe.

## Wappen
Olivier van den Tempel führte ein Wappen.
Blasonierung: In Schwarz ein goldener, rotbewehrter, steigender Löwe, belegt mit einem silbernen Schrägbalken, darauf drei rote Herzen.
Der Löwe findet sich in vielen Wappen zum Namen „Tempel“, „Templaar“ etc. Die Farbe „Rot“ der Herzen weist auf seine Heimat Brabant hin, ebenso der Löwe.